# Rogelio Domínguez
Rogélio Antonio Domínguez López (ur. 9 marca 1931 w Buenos Aires, zm. 23 lipca 2004 tamże) – argentyński piłkarz grający na pozycji bramkarza w reprezentacji Argentyny, dla której rozegrał 58 meczów, a także w klubach z Hiszpanii, Urugwaju i Brazylii.